# The Flash (2.ª temporada)
A segunda temporada da série de televisão estadunidense The Flash, que é baseada no personagem Barry Allen / Flash da DC Comics, vê Barry reconhecido como um herói em Central City após salvar a cidade, apenas para enfrentar uma nova ameaça de um universo paralelo, o velocista Zoom, que visa eliminar todos os conectados à Força de Aceleração em todo o multiverso. É ambientado no Universo Arrow, compartilhando continuidade com as outras séries de televisão do universo, e é um spin-off de Arrow. A temporada foi produzida pela Berlanti Productions, Warner Bros. Television e DC Entertainment, com Andrew Kreisberg, Gabrielle Stanton, Aaron Helbing e Todd Helbing atuando como showrunners.
A temporada foi encomendada em janeiro de 2015 e filmada de julho a abril seguinte em Vancouver. Grant Gustin estrela como Barry, ao lado dos principais membros do elenco Candice Patton, Danielle Panabaker, Carlos Valdes, Tom Cavanagh e Jesse L. Martin, também retornando da primeira temporada, e se juntam a Keiynan Lonsdale. Esta temporada também apresenta personagens de Legends of Tomorrow, que estava sendo desenvolvido como um spin-off.
O primeiro episódio da temporada estreou em 6 de outubro de 2015, com a temporada, consistindo de 23 episódios, indo ao ar na The CW até 24 de maio de 2016. A estreia foi assistida por 3,58 milhões de telespectadores, abaixo da estréia da primeira temporada, mas média para a série. A segunda temporada de The Flash recebeu aclamação universal da crítica, sendo vista como uma melhoria em relação à primeira temporada, e terminou como o 112º programa classificado, ligeiramente acima da primeira temporada, com uma audiência média de 4,25 milhões. A série foi renovada para uma terceira temporada em 11 de março de 2016.

## Episódios
| N.º na série | N.º na temp. | Título                                                                    | Dirigido por        | Escrito por                                                                                        | Exibição original       | Audiência (milhões) |
| --- | ------------ | ------------------------------------------------------------------------- | ------------------- | -------------------------------------------------------------------------------------------------- | ----------------------- | ------------------- |
| 24 | 1            | "The Man Who Saved Central City" "(O Homem Que Salvou Central City)" (BR) | Ralph Hemecker      | História por : Greg Berlanti & Andrew Kreisberg Roteiro por : Andrew Kreisberg & Gabrielle Stanton | 6 de outubro de 2015    | 3.58                |
| Tendo início momentos após a abertura da singularidade em Central City, Barry ainda está sofrendo para se perdoar pela morte de Eddie. Preocupado em colocar seus amigos em perigo, Barry se afasta de todos e decide proteger a cidade sozinho. No entanto, a chegada de um meta-humano chamado "Esmaga-Átomo" e seu ataque à cidade leva Iris a dizer a Barry que o herói precisa deixar que seus amigos o ajudem a defender os cidadãos de Central City. Para completar, Cisco ajuda Joe com a "Força-Tarefa Meta". |              |                                                                           |                     | |                         |                     |
| 25 | 2            | "Flash of Two Worlds" "(Flash de Dois Mundos)" (BR)                       | Jesse Warn          | Aaron Helbing & Todd Helbing                                                                       | 13 de outubro de 2015   | 3.49                |
| Jay Garrick, um homem misterioso vindo da Terra-2, aparece na STAR Labs com um aviso sombrio a respeito de um velocista do mal chamado Zoom, que está focado em destruir o Flash. Barry e o time devem decidir se podem confiar no estranho recém-chegado, ao mesmo tempo em que enfrentam outro poderoso meta-humano. Para completar, Joe deve lidar com uma oficial determinada chamada Patty Spivot, que quer fazer parte de sua força-tarefa de meta-humanos. |              |                                                                           |                     | |                         |                     |
| 26 | 3            | "Family of Rogues" "(Família de Trapaceiros)" (BR)                        | John F. Showalter   | Julian Meiojas & Katherine Walczak                                                                 | 20 de outubro de 2015   | 3.47                |
| Barry e o time descobrem que o Capitão Frio foi sequestrado, portanto, formam uma aliança pouco tranquila com a irmã de Snart, Lisa. No entanto, Barry se sente traído ao descobrir que Snart está trabalhando com seu pai, Lewis, em um roubo. Para completar, Joe precisa tomar uma difícil decisão. |              |                                                                           |                     | |                         |                     |
| 27 | 4            | "The Fury of Firestorm" "(A Fúria do Nuclear)" (BR)                       | Stefan Pleszczynski | Kai Yu Wu & Joe Peracchio                                                                          | 27 de outubro de 2015   | 3.43                |
| Barry e o time procuram outra combinação Nuclear para o Dr. Stein. Quando o time conhece Jefferson “Jax” Jackson, Caitlin mostra reservas sobre Jax ser a combinação certa para Stein. Ao mesmo tempo Iris surpreende Joe, enquanto Barry e Patty se aproximam ainda mais. |              |                                                                           |                     | |                         |                     |
| 28 | 5            | "The Darkness and the Light" "(A Escuridão e a Luz)" (BR)                 | Steve Shill         | Ben Sokolowski & Grainne Godfree                                                                   | 3 de novembro de 2015   | 3.87                |
| Barry descobre que a Doutora Luz é a mais nova pessoa a chegar ao nosso mundo e decide capturá-la. Jay, por outro lado, revela que a Doutora não era uma ameaça na Terra-2, o que significa que Barry pode tentar conversar com ela. No entanto, durante uma luta contra o Flash, ela o deixa cego e revela algumas informações chocantes sobre Zoom. Ao mesmo tempo, Barry e Patty saem em um encontro. |              |                                                                           |                     | |                         |                     |
| 29 | 6            | "Enter Zoom" "(Entre Zoom)" (BR)                                          | JJ Makaro           | Gabrielle Stanton & Brooke Eikmeier                                                                | 10 de novembro de 2015  | 3.63                |
| Após os acontecimentos recentes, Barry decide que é hora de confrontar Zoom e cria um plano perigoso. Caitlin fica ao lado de Jay e diz que é muito arriscado Barry enfrentar o demônio da velocidade. Porém, Iris demonstra apoio e traz um aliado surpreendente. Vemos como era a vida do Harrison Wells da Terra-2 antes de ele atravessar a brecha. |              |                                                                           |                     | |                         |                     |
| 30 | 7            | "Gorilla Warfare" "(A Guerra do Gorila)" (BR)                             | Dermott Downs       | Aaron Helbing & Todd Helbing                                                                       | 17 de novembro de 2015  | 3.46                |
| Grodd retorna a Central City e sequestra Caitlin, o que faz com que Barry e o time corram contra o tempo para encontrá-la antes que seja tarde demais. Enquanto isso, Cisco planeja seu primeiro encontro com a nova barista do Jitters, Kendra Saunders. Para completar, Patty começa a suspeitar que Barry esconde segredos. |              |                                                                           |                     | |                         |                     |
| 31 | 8            | "Legends of Today" "(Lendas de Hoje)" (BR)                                | Ralph Hemecker      | História por : Greg Berlanti & Andrew Kreisberg Roteiro por : Aaron Helbing & Todd Helbing         | 1 de dezembro de 2015   | 3.94                |
| Vandal Savage chega à Central City e fica de olho em Kendra Saunders. Depois de Vandal atacar Kendra e Cisco, eles recorrem à Barry por ajuda. Ao se dar conta de quão perigoso Vandal é, Barry leva Kendra à Star City e pede a Oliver e sua equipe para escondê-la enquanto ele encontra um jeito de parar Vandal. Porém, as coisas vão rapidamente de mal a pior quando um homem alado conhecido por Gavião Negro surge e foge com Kendra. Enquanto isso, Harrison desenvolve um soro para que Barry possa correr mais rápido e pede que Jay o teste. Este episódio inicia um crossover que se conclui no episódio 8 da 4ª temporada de Arrow. Os dois episódios também configuram Legends of Tomorrow. |              |                                                                           |                     | |                         |                     |
| 32 | 9            | "Running to Stand Still" "(Correndo Para Ficar Parado)" (BR)              | Kevin Tancharoen    | Andrew Kreisberg                                                                                   | 8 de dezembro de 2015   | 3.55                |
| Quando Mark Mardon, também conhecido como Mago do Tempo retorna para libertar Leonard Snart, o Capitão Frio e James Jesse, o Trickster da prisão de Iron Heights, Barry precisa impedir a Galeria de Vilões de tomar Central City durante o Natal. Enquanto isso, Joe e Iris encontram Wally West. |              |                                                                           |                     | |                         |                     |
| 33 | 10           | "Potential Energy" "(Energia Potencial)" (BR)                             | Rob Hardy           | Bryan Q. Miller                                                                                    | 19 de janeiro de 2016   | 3.41                |
| Agora que ficaram mais próximos, Barry pensa em revelar à Patty sua identidade como Flash. Enquanto isso, Joe e Iris tentam conhecer Wally e a equipe persegue um meta-humano que pode retardar o próprio tempo. |              |                                                                           |                     | |                         |                     |
| 34 | 11           | "The Reverse-Flash Returns" "(O Flash Reverso Retorna)" (BR)              | Michael A. Allowitz | Aaron Helbing & Todd Helbing                                                                       | 26 de janeiro de 2016   | 3.71                |
| Cisco recebe uma vibração sobre Eobard Thawne, mas Barry e o time não acreditam neste fato. No entanto, após um ataque à Mercury Labs, Christina McGee confirma que o Flash Reverso realmente está de volta. Enquanto isso, Iris e Francine compartilham um momento que faz com que repórter se aproxime de seu irmão, Wally. |              |                                                                           |                     | |                         |                     |
| 35 | 12           | "Fast Lane" "(Pista Rápida)" (BR)                                         | Rachel Talalay      | História por : Brooke Eikmeier Roteiro por : Kai Yu Wu & Joe Peracchio                             | 2 de fevereiro de 2016  | 3.66                |
| Barry se alia a Wells para encontrar uma forma de fechar as fendas, mas são distraídos por um meta-humano com o apelido de Poço de Piche, que pode se transformar em asfalto líquido. Enquanto isso, Iris se mostra preocupada com a segurança de Wally após descobrir sobre seu hobby com corridas. Ele se recusa a parar e ela toma uma atitude ousada que a coloca em risco. |              |                                                                           |                     | |                         |                     |
| 36 | 13           | "Welcome to Earth-2" "(Bem-Vindos à Terra-2)" (BR)                        | Millicent Shelton   | História por : Greg Berlanti & Andrew Kreisberg Roteiro por : Katherine Walczak                    | 9 de fevereiro de 2016  | 3.96                |
| Barry, Wells e Cisco viajam à Terra-2 para resgatar a filha de Wells, Jesse. Barry fica surpreso em encontrar Iris e Joe da Terra-2, mas nada comparado a surpresa em encontrar Nevasca (Caitlin da Terra-2) e Morte Nuclear (Ronnie da Terra-2) como vilões. Enquanto isso, de volta à Terra-1, Jay tem que assumir as responsabilidades do Flash quando um meta-humano apelidado de Geomancer ataca Central City. |              |                                                                           |                     | |                         |                     |
| 37 | 14           | "Escape from Earth-2" "(Fuga da Terra-2)" (BR)                            | JJ Makaro           | História por : Todd Helbing & Aaron Helbing Roteiro por : David Kob                                | 16 de fevereiro de 2016 | 3.90                |
| A animadora conclusão da jornada à Terra-2. Na Terra-2, a equipe corre para encontrar o esconderijo de Zoom e pede a ajuda de alguém completamente inesperado. Enquanto isso, na Terra-1, Caitlin corre para aperfeiçoar a Velocidade-9 para que Jay possa parar o Geomancer. |              |                                                                           |                     | |                         |                     |
| 38 | 15           | "King Shark" "(Tubarão-Rei)" (BR)                                         | Hanelle Culpepper   | Benjamin Raab & Deric A. Hughes                                                                    | 23 de fevereiro de 2016 | 3.80                |
| Quando o Tubarão-Rei escapa do tanque de retenção da ARGUS, Lyla e Diggle viajam para Central City para avisar Flash. O vilão aparece na casa dos West e ataca Joe, Iris, Wally e Barry. |              |                                                                           |                     | |                         |                     |
| 39 | 16           | "Trajectory" "(Trajetória)" (BR)                                          | Glen Winter         | Lauren Certo & Lilah Vandenburgh                                                                   | 22 de março de 2016     | 3.00                |
| Tendo chegado na cidade criando muito caos, as palhaçadas de Trajetória são interpretadas como tendo sido feitas pelo próprio Flash. Barry, portanto, deve rapidamente desvendar o mistério de quem é a menina sob a máscara, bem como o que está impulsionando seu desejo louco por velocidade e destruição. |              |                                                                           |                     | |                         |                     |
| 40 | 17           | "Flash Back" "(Flashback)" (BR)                                           | Alice Troughton     | Aaron Helbing & Todd Helbing                                                                       | 29 de março de 2016     | 3.39                |
| Após a chocante revelação que Zoom é Jay Garrick, Barry está mais determinado do que nunca para voltar à Terra-2 para parar Zoom para sempre. Desesperado para encontrar uma maneira de aumentar a sua velocidade, Barry decide viajar de volta no tempo e se disfarçar como seu eu anterior, a fim de aproximar-se do seu inimigo, o Dr. Harrison Wells/Eobard Thawne, para ensinar-lhe como correr mais rápido. No entanto, as coisas não saem como planejadas e Barry fica atordoado quando precisa enfrentar os rostos familiares de Hartley Rathaway, bem como velho amigo Eddie Thawne. Iris faz as pazes com seu passado, a fim de abraçar seu futuro. |              |                                                                           |                     | |                         |                     |
| 41 | 18           | "Versus Zoom" "(Contra Zoom)" (BR)                                        | Stefan Pleszczynski | Joe Peracchio & David Kob                                                                          | 19 de abril de 2016     | 3.03                |
| Equipado com o dispositivo de tachyons, Barry acredita ser rápido o bastante para deter o Zoom e quer abrir as brechas para pegá-lo. Harry alerta sobre este plano, mas Barry o convence. Harry revela que Cisco tem o poder de reabrir a brecha. Enquanto isso, a dolorosa história de Hunter Zolomon na Terra-2 é revelada. |              |                                                                           |                     | |                         |                     |
| 42 | 19           | "Back to Normal" "(De Volta ao Normal)" (BR)                              | John F. Showalter   | Brooke Roberts & Katherine Walczak                                                                 | 26 de abril de 2016     | 3.39                |
| Um meta-humano com superforça chamado Griffin Grey confunde Harry com o Harrison Wells da Terra-1 e o sequestra, exigindo que Wells o cure de sua atual condição. Ao se dar conta de que outro Wells poderia ajudá-lo a localizar Griffin, Barry pede ajuda à Jesse. Enquanto isso, Wally coloca Joe contra a parede sobre o Flash. |              |                                                                           |                     | |                         |                     |
| 43 | 20           | "Rupture" "(Ruptura)" (BR)                                                | Armen V. Kevorkian  | Kai Yu Wu & Lauren Certo                                                                           | 3 de maio de 2016       | 3.34                |
| Zoom volta à Terra-1 com a intenção de tomar Central City. Barry e Wells criam um plano para impedir Zoom de uma vez por todas, mas é extremamente perigoso. Incerto sobre assumir tal risco, Barry busca aconselhar-se com seus dois pais. Henry é totalmente contra Barry arriscar sua vida novamente, mas Joe acha que Barry pode conseguir, o que causa um desentendimento entre os dois. Enquanto isso, Cisco fica atônito quando, ao vibrar sobre o vilão da Terra-2, Ruptura, descobre que ele é o sósia de seu irmão Dante. Ruptura veio até essa Terra em busca de vingança pela morte de Reverb. Iris decide que finalmente está pronta para admitir seus sentimentos em relação a Barry. |              |                                                                           |                     | |                         |                     |
| 44 | 21           | "The Runaway Dinosaur" "(O Dinossauro Fujão)" (BR)                        | Kevin Smith         | Zack Stentz                                                                                        | 10 de maio de 2016      | 3.52                |
| Com Barry fora de combate, a equipe precisa encontrar uma forma de lidar com o retorno de um antigo inimigo, Girder. Percebendo que Girder está refazendo os passos de seu último ataque, Iris se oferece como isca para prendê-lo no STAR Labs. Enquanto isso, Barry luta para voltar a sua antiga vida. |              |                                                                           |                     | |                         |                     |
| 45 | 22           | "Invincible" "(Invencível)" (BR)                                          | Jesse Warn          | História por : Greg Berlanti & Andrew Kreisberg Roteiro por : Brooke Roberts & David Kob           | 17 de maio de 2016      | 3.37                |
| Depois de Zoom soltar um exército de meta-humanos da Terra-2 em Central City, Barry fica abalado ao descobrir que líder deles é a sósia da Canário Negro, conhecida como "Sereia Negra". Enquanto isso, Wally vai às ruas para ajudar o Flash a impedir os meta-humanos, o que deixa Joe apreensivo. Iris e Henry ficam preocupados por Barry enfrentar Zoom. |              |                                                                           |                     | |                         |                     |
| 46 | 23           | "The Race of His Life" "(A Corrida de Sua Vida)" (BR)                     | Antonio Negret      | Aaron Helbing & Todd Helbing                                                                       | 24 de maio de 2016      | 3.35                |
| Zolomon consegue escapar de Barry criando um remanescente de tempo. Após o funeral de Henry, Hunter desafia Barry para uma corrida para determinar quem é mais rápido, ameaçando matar todos que Barry ama se ele se recusar. Harrison descobre que Hunter está de posse de um magnetar, um dispositivo que irá destruir todos os planetas do Multiverso, exceto a Terra-1, que requer ambas as velocidades para funcionar. Quando um Barry enfurecido e vingativo se recusa a desistir, a equipe o tranca no Pipeline e força Zolomon de volta à Terra-2; mas Hunter sequestra Joe no processo. Wally descobre isso e liberta Barry, que concorda com a corrida de Zolomon. Enquanto Barry corre com Zolomon ao redor do magnetar, ele cria um remanescente de tempo de si mesmo que liberta Joe e destrói a máquina, mas à custa de sua vida. O "primeiro" Barry derrota Zolomon, que é levado por Time Wraiths por seus crimes contra a linha do tempo. Barry resgata o homem da máscara de ferro, que se revela ser o verdadeiro Jay Garrick, o doppelgänger da Terra-3 de Henry. Wells e Jesse retornam à Terra-2 com Jay, que planeja retornar à Terra-3 de lá. Barry, ainda se sentindo quebrado e derrotado, viaja no tempo e impede Thawne de matar Nora. |              |                                                                           |                     | |                         |                     |

## Elenco e personagens
| - Grant Gustin como Barry Allen / Flash - Gustin também interpretá o doppelgänger da Terra-2 de Allen, um não-metahumano - Candice Patton como Iris West - Patton também interpretá o doppelgänger da Terra-2 de West - Danielle Panabaker como Caitlin Snow - Panabaker também interpretá o doppelgänger da Terra-2 de Snow a Nevasca - Carlos Valdes como Cisco Ramon - Valdes também interpretá o doppelgänger da Terra-2 de Ramon o Revibro - Keiynan Lonsdale como Wally West - Tom Cavanagh como Harrison Wells - Jesse L. Martin como Joe West - Martin também interpretá o doppelgänger da Terra-2 de West | - * John Wesley Shipp como Henry Allen - Shipp também interpreta Jay Garrick / Flash da Terra-3 - * Patrick Sabongui como David Singh - Sabongui também interpretá o doppelgänger da Terra-2 de Singh - Teddy Sears como Hunter Zolomon / Zoom - Sears também interpreta brevemente o doppelgänger da Terra-1 de Zolomon, um não-metaumano - Victor Garber como Martin Stein / Nuclear - Wentworth Miller como Leonard Snart / Capitão Frio - Shantel VanSanten como Patty Spivot - Vanessa A. Williams como Lista de personagens de The Flash #Francine West - Ciara Renée como Kendra Saunders / Chay-Ara / Mulher-Gavião - Violett Beane como Jesse Chambers Wells |

### Convidados
- Dominic Purcell como Mick Rory / Onda Térmica[34]
- Adam Copeland como Albert Rothstein / Esmaga Átomo[39]
- Rick Cosnett como Eddie Thawne[40]
- Robbie Amell como Ronnie Raymond / Nuclear[25]
  - Amell também interpretá o doppelgänger da Terra-2 de Raymond o Morte Nuclear]][30]
- Kett Turton como Eddie Slick / Sand Demon[41]
  - Turton também interpreta o doppelgänger da Terra-1 de Slick, um não-metahumano[42]
- * Malese Jow como Linda Park[43]
  - Jow também interpretá o doppelgänger da Terra-2 de Park a Doutora Luz[44]
- Michael Ironside como Lewis Snart[35]
- Peyton List como Lisa Snart / Patinadora Dourada[35]
- Amanda Pays como Tina McGee[45]
- David Hayter dá voz ao Rei Tubarão[46]
- Demore Barnes como Henry Hewitt / Tokamak[47]
  - Barnes também interpretá o doppelgänger da Terra-2 de Hewitt, um não-metahumano[30]
- Franz Drameh como Jefferson Jackson / Nuclear[48]
- Casper Crump como Vandal Savage[49]
- David Ramsey como John Diggle / Espartano[50]
- Emily Bett Rickards como Felicity Smoak[50]
- Falk Hentschel como Carter Hall / Khufu / Gavião Negro[51]
- John Barrowman como Malcolm Merlyn[50]
- Neal McDonough como Damien Darhk[52]
- Stephen Amell como Oliver Queen / Arqueiro Verde[50]
- Willa Holland como Thea Queen / Speedy[50]
- Liam McIntyre como Mark Mardon / Mago do Tempo[53]
- Mark Hamill como James Jesse / Trapaçeiro[54]
- Aaron Douglas como Russel Glosson / Tartaruga[55]
- Matt Letscher como Eobard Thawne / Flash Reverso[56]
- Marco Grazzini como Joey Monteleone / Tar Pit[57]
- Adam Stafford como Adam Fells / Geomancer[58]
- Haig Sutherland como Griffin Grey[59]
- Michael Rowe como Floyd Lawton[30]
- Tone Bell como Scott Evans[60]
- Audrey Marie Anderson como Lyla Michaels[61]
- Allison Paige como Eliza Harmon / Trajetória[62]
- Andy Mientus como Hartley Rathaway / Flautista[63]
- * Michelle Harrison como Nora Allen[64]
  - Harrison também dá a voz a doppelgänger da Terra-2 de Nora Allen[65]
- Katie Cassidy como Laurel Lance / Sereia Negra[66]

## Produção

### Desenvolvimento
Em 11 de janeiro de 2015, The Flash foi renovado para uma segunda temporada. Com o início da produção da temporada, a ex-roteirista de Arrow e Ugly Betty, Gabrielle Stanton foi promovida a produtora executiva e showrunner; depois de ter atuado como produtora consultora e escritora no final da primeira temporada "Fast Enough". No entanto, foi relatado mais tarde que o co-criador da série Andrew Kreisberg voltaria às funções de showrunner em um tempo não especificado. Esse tempo foi mais tarde provado ser no início de 2016, "Potential Energy", quando Stanton não foi mais creditado como estando envolvido com o show. Aaron e Todd Helbing também atuaram como showrunners da temporada.

### Escolha do elenco
Os membros do elenco principal Grant Gustin, Candice Patton, Danielle Panabaker, Carlos Valdes e Jesse L. Martin retornam da primeira temporada como Barry Allen / Flash, Iris West, Caitlin Snow, Cisco Ramon / Vibro e Joe West, respectivamente. Tom Cavanagh, que interpretou Eobard Thawne personificando Harrison Wells na primeira temporada, também voltou como regular, interpretando o doppelgänger de Wells da Terra-2. Rick Cosnett, um membro do elenco principal da primeira temporada, não voltou como um regular porque seu personagem, Eddie Thawne, morreu no final da primeira temporada. Em vez disso, ele voltou como estrela convidada na estréia da temporada "The Man Who Saved Central City" em uma sequência de sonho, e mais tarde no episódio "Flash Back", onde Barry viaja de volta a uma época em que Eddie ainda estava vivo. Em agosto de 2015, Keiynan Lonsdale foi escalado como Wally West, o filho desconhecido de Joe e irmão de Iris. Gustin, Patton, Panabaker, Valdes e Martin também retratam as versões da Terra-2 de seus personagens no episódio "Welcome to Earth-2", enquanto Cavanagh retrata Thawne personificando de Wells da Terra-1  em "The Man Who Saved Central City" e "Flash Back".
Discutindo o elenco de Lonsdale, Kreisberg afirmou: "Assim como quando conhecemos Grant [Gustin] pela primeira vez, soubemos imediatamente que Keiynan personificava todo o coração e coragem de um herói. Estamos muito animados por trazer esse personagem tão amado no programa." Sempre foi pretendido que Wally fosse filho de Joe e irmão de Iris, o que difere da história dos quadrinhos do personagem, já que os produtores não gostavam de segundas temporadas de séries de televisão que introduziriam primos de personagens que eram nunca mencionado anteriormente, achando que era "estranho". Lonsdale fez o teste originalmente para Legends of Tomorrow para interpretar Jefferson "Jax" Jackson.
Em julho de 2015, foi anunciado que Teddy Sears se repetiria no papel de Jay Garrick, o Flash da Terra-2. No entanto, mais tarde na temporada, foi revelado que seu personagem era na verdade Hunter Zolomon / Zoom posando como Jay. Ryan Handley retratou Zoom fantasiado antes desta revelação, enquanto Tony Todd dublou Zoom.

### Design
Maya Mani substituiu Colleen Atwood como figurinista da segunda temporada e fez pequenas mudanças no traje do Flash, como mudar a cor do emblema do peito de vermelho para branco, sendo fiel ao traje do Flash dos quadrinhos. Gustin afirmou que, na época das filmagens do nono episódio da temporada, "paramos de colar a máscara no meu rosto e mudamos para uma máscara que simplesmente colocava e tirava com um zíper". Enquanto o traje de Zoom nos quadrinhos é uma réplica literal do traje amarelo e vermelho do Flash Reverso de Eobard Thawne, o traje visto na série de TV é inteiramente preto. Kreisberg comparou a aparência do Zoom com a do personagem Venom da Marvel Comics, dizendo: "O traje Zoom é muito mais orgânico do que o traje com Flash Reverso. De certa forma, é difícil dizer se é um terno ou vivo ... Não há pele aparecendo , pelo que você sabe, há um robô embaixo, ou energia escura."

### Filmagens
A produção da temporada começou em 7 de julho de 2015, em Vancouver, Columbia Britânica, e foi concluída em 18 de abril de 2016.

### Música
O compositor Blake Neely voltou como o compositor principal para a segunda temporada. A trilha sonora da segunda temporada foi lançada digitalmente em 22 de julho de 2016 e em formato de CD em 26 de julho de 2016. Neely também compôs um tema quando Gustin como Barry apareceu no décimo oitavo episódio de Supergirl, "Worlds Finest". O tema foi intitulado "World's Finest" quando foi lançado na trilha sonora de Supergirl: Season 1.
Todas as músicas compostas por Blake Neely.
| Lista de faixas de The Flash: Season 2 (Original Television Soundtrack) |                                              |         |  |
| N.º                                                                     | Título                                       | Duração |  |
| 1.                                                                      | "How It Ended / Reluctant Hero"              | 4:35    |  |
| 2.                                                                      | "Harrison's Will / Henry Released"           | 2:54    |  |
| 3.                                                                      | "Jay Garrick Warns of a Man Called Zoom"     | 2:20    |  |
| 4.                                                                      | "Stein Explains a Multiverse"                | 2:00    |  |
| 5.                                                                      | "Family of Rogues"                           | 2:42    |  |
| 6.                                                                      | "Joe Tells Iris the Truth About Her Mother"  | 2:51    |  |
| 7.                                                                      | "The New Firestorm"                          | 1:44    |  |
| 8.                                                                      | "Staged Fight to Lure Zoom"                  | 2:19    |  |
| 9.                                                                      | "The Face of Your Hero"                      | 2:59    |  |
| 10.                                                                     | "Grodd into the Breach"                      | 4:04    |  |
| 11.                                                                     | "Vandal Savage Arrives"                      | 1:50    |  |
| 12.                                                                     | "Who Is Kendra? / Hawkman Cometh"            | 3:07    |  |
| 13.                                                                     | "Savage Attack, a Legend Is Born"            | 3:05    |  |
| 14.                                                                     | "You Have a Son, His Name Is Wally"          | 2:02    |  |
| 15.                                                                     | "Let It Snow Villains"                       | 3:04    |  |
| 16.                                                                     | "Sending Reverse Flash Back / Wells Betrays" | 4:56    |  |
| 17.                                                                     | "Welcome to Earth-2"                         | 2:42    |  |
| 18.                                                                     | "Hello, Breachers"                           | 2:06    |  |
| 19.                                                                     | "Hunting and Electrifying King Shark"        | 2:21    |  |
| 20.                                                                     | "The Right Decision"                         | 3:47    |  |
| 21.                                                                     | "Who Is Hunter Zolomon?"                     | 2:36    |  |
| 22.                                                                     | "Ready to Save the World"                    | 4:07    |  |
| 23.                                                                     | "Stuck in the Speed Force"                   | 3:54    |  |
| 24.                                                                     | "Black Siren in Central City"                | 2:28    |  |
| 25.                                                                     | "The Race of His Life"                       | 3:59    |  |
| 26.                                                                     | "I Will Wait for You"                        | 3:54    |  |
| Duração total:                                                          | Duração total:                               | 1:18:26 |  |

### Ligações com Universo Arrow
Em outubro de 2015, a showrunner de Arrow, Wendy Mericle revelou que os produtores do Universo Arrow começaram a fazer com que alguém rastreasse todos os personagens e enredos usados por cada série, a fim de garantir que tudo se alinhasse, embora Aaron Helbing tenha observado em abril de 2016 que "às vezes os horários não se alinham exatamente ... e essas coisas estão fora do nosso controle", como quando Barry é mostrado usando suas habilidades em Arrow naquele mês, embora não as tenha na mesma semana em The Flash.
A segunda temporada de The Flash começou a explorar o conceito de multiverso, introduzindo a Terra-2, que apresenta doppelgängers dos habitantes do Universo Arrow (ou Terra-1). Em "Welcome to Earth-2" de The Flash, vislumbres do multiverso são vistos, incluindo uma imagem da estrela de Supergirl, Melissa Benoist como Supergirl e uma imagem de John Wesley Shipp como o Flash da série de televisão de 1990, o que implica que aqueles dois televisores existem séries em Terras alternativas ao Universo Arrow.
O segundo crossover anual de duas vias com Arrow foi ao ar em 1 e 2 de dezembro de 2015, onde o Flash e o Arqueiro Verde se unem para enfrentar Vandal Savage, que está procurando por Kendra Saunders e Carter Hall, as reencarnações de Mulher Gavião e Gavião Negro. Embora Legends of Tomorrow não tenha um episódio como parte do crossover 2015-16, os episódios Arrow e The Flash desse evento configuraram uma série de personagens que estrelam e reaparecem nessa série. Casper Crump, Falk Hentschel e Peter Francis James estreiam no crossover, como Vandal Savage, Carter Hall / Gavião Negro e Dr. Aldus Boardman, respectivamente. Alice Walker da ScreenRant discutiu como o crossover anual Arrow / The Flash sofreu por tentar configurar Legends, o que era "pedir muito por causa das histórias já lotadas e acabou parecendo um exercício de sincronicidade, com produtores plantando mais sementes do que eles poderia colher. O evento crossover não era mais uma forma divertida de contrastar os dois programas; agora tinha que servir ao propósito muito maior de criar um mundo inteiramente novo."

### Crossover com Supergirl
Em fevereiro de 2016, foi anunciado que Gustin apareceria no décimo oitavo episódio da Supergirl, com Berlanti e Kreisberg, também produtores executivos da Supergirl, agradecendo "aos fãs e jornalistas que sempre pedem para que isso aconteça. É nosso prazer e esperança. criar um episódio digno do entusiasmo e apoio de todos." Embora nenhum detalhe do enredo dos episódios tenha sido lançado na época, Ross A. Lincoln do Deadline Hollywood observou que "o motivo do universo" para o crossover foi devido a capacidade de Barry de viajar para várias dimensões, o que implica que a Supergirl existe em uma Terra alternativa ao Universo Arrow em um multiverso. "Welcome to Earth-2" confirmou isso, mostrando uma imagem de Benoist como Supergirl durante uma sequência em que os personagens viajam por aquele multiverso. A Terra que a série habita foi informalmente chamada de "Terra-CBS" por Marc Guggenheim, um dos criadores de Arrow.
Em "Worlds Finest", que foi ao ar na CBS em 28 de março de 2016, Supergirl é estabelecida como sendo um universo alternativo onde o Flash ajuda Kara a lutar contra a Banshee Prateada e a Curto-Circuito em troca de sua ajuda para voltar para casa.O título do episódio foi inspirado na série World Finest Comics, na qual Superman se juntou a vários outros super-heróis da DC, incluindo o Flash. Os eventos deste episódio acontecem entre dois momentos do décimo oitavo episódio da segunda temporada de The Flash, "Versus Zoom", que foi ao ar em 19 de abril de 2016, em que Barry entra e sai de uma brecha enquanto usava o dispositivo de tachyon visto neste episódio. O crossover exigiu "muito mais truques logísticos" do que os crossovers usuais do Universo Arrow devido a Gustin filmar The Flash em Vancouver ao lado de Arrow e Legends of Tomorrow, enquanto Supergirl é produzida em Los Angeles. Os produtores escolheram usar o Flash como o personagem para o crossover, devido à sua habilidade de viajar entre várias Terras, e porque foi "um pouco mais divertido no início trazer o veterano daquele show para a química de um novo show." Berlanti afirmou que "em um mundo perfeito", o crossover teria apresentado o Arqueiro Verde de Gustin e Amell, "mas logisticamente teria sido um pesadelo tentar fazer os dois shows. Tivemos que facilitar um." Gustin foi otimista de que o crossover em 2016 permitiria outro crossover no ano seguinte com o resto dos shows do Universo Arrow.
Cliff Wheatley, da IGN, deu ao episódio uma nota 8,6/10, afirmando "Depois do sombrio Batman v Superman, "Worlds Finest" de Supergirl ofereceu um limpador de paleta divertido e otimista e um dos episódios mais fortes da série até agora. A habitual introdução "derrotada", Supergirl e o Flash foram direto para superamigos, o que foi revigorante. Não só Barry Allen se encaixava perfeitamente no mundo de Kara, mas os atores Grant Gustin e Melissa Benoist tinham uma química fantástica juntos na tela. Enquanto a cidade se transformava, o incidente com o Red K da Supergirl foi um pouco repentino, no geral, "Worlds Finest" foi maravilhoso."

## Marketing
The Flash cresceu 1.378% em buzz (maior crescimento ano após ano em conversas) em relação ao ano passado para sua segunda temporada.

## Lançamento

### Exibição
A temporada estreou na The CW em 6 de outubro de 2015, e durou até 24 de maio de 2016.

### Mídia doméstica
A temporada foi lançada em Blu-ray e DVD na Região 1 em 6 de setembro de 2016.
| The Flash: The Complete Second Season | | | | | |
| Detalhes do DVD | Detalhes do DVD | Detalhes do DVD | Características Especiais | Características Especiais | Características Especiais |
| - 23 episódios e inclui o episódio crossover com Arrow, "Legends of Yesterday" - Conjunto de 6 discos DVD / 4 discos Blu-ray - Inglês (Dolby Digital 5.1 Surround) - Legendas em inglês, espanhol e francês - Legendas: Inglês | - 23 episódios e inclui o episódio crossover com Arrow, "Legends of Yesterday" - Conjunto de 6 discos DVD / 4 discos Blu-ray - Inglês (Dolby Digital 5.1 Surround) - Legendas em inglês, espanhol e francês - Legendas: Inglês | - 23 episódios e inclui o episódio crossover com Arrow, "Legends of Yesterday" - Conjunto de 6 discos DVD / 4 discos Blu-ray - Inglês (Dolby Digital 5.1 Surround) - Legendas em inglês, espanhol e francês - Legendas: Inglês | - Painel da Comic-Con 2015 - 2015 PaleyFest - Cenas deletadas - Gag Reel - Recursos visuais de bastidores para quase todos os episódios - Featurettes - Star Crossed Hawks - Star Crossed Hawks: The Hunt for Vandal Savage - As muitas faces do Zoom - Chasing Flash - A Jornada de Kevin Smith | - Painel da Comic-Con 2015 - 2015 PaleyFest - Cenas deletadas - Gag Reel - Recursos visuais de bastidores para quase todos os episódios - Featurettes - Star Crossed Hawks - Star Crossed Hawks: The Hunt for Vandal Savage - As muitas faces do Zoom - Chasing Flash - A Jornada de Kevin Smith | - Painel da Comic-Con 2015 - 2015 PaleyFest - Cenas deletadas - Gag Reel - Recursos visuais de bastidores para quase todos os episódios - Featurettes - Star Crossed Hawks - Star Crossed Hawks: The Hunt for Vandal Savage - As muitas faces do Zoom - Chasing Flash - A Jornada de Kevin Smith |
| Datas de lançamento | | | | | |
| Região 1 | Região 1 | Região 2 | Região 2 | Região 4 | Região 4 |
| 6 de setembro de 2016 | 6 de setembro de 2016 | 12 de setembro de 2016 | 12 de setembro de 2016 | 7 de setembro de 2016 | 7 de setembro de 2016 |
| Datas de lançamento em BluRay | | | | | |
| Região A | Região A | Região A | Região B | Região B | Região B |
| 6 de setembro de 2016 | 6 de setembro de 2016 | 6 de setembro de 2016 | 12 de setembro de 2016 | 12 de setembro de 2016 | 12 de setembro de 2016 |

### Violação de direitos autorais
A segunda temporada de The Flash foi o quarto programa de televisão mais torrado de 2016.

## Recepção

### Audiência
A segunda temporada terminou como o 112º programa classificado, com uma audiência média de 4,25 milhões.
| №  | Título                           | Exibição original       | Rating/share (18–49) | Audiência (em milhões) | DVR (18–49) | Audiência em DVR (milhões) | Total (18–49) | Audiência total (em milhões) |
| -- | -------------------------------- | ----------------------- | -------------------- | ---------------------- | ----------- | -------------------------- | ------------- | ---------------------------- |
| 1  | "The Man Who Saved Central City" | 6 de outubro de 2015    | 1.4/5                | 3.58                   | 1.0         | 2.35                       | 2.4           | 5.93                         |
| 2  | "Flash of Two Worlds"            | 13 de outubro de 2015   | 1.4/4                | 3.49                   | 0.8         | 2.06                       | 2.2           | 5.52                         |
| 3  | "Family of Rogues"               | 20 de outubro de 2015   | 1.4/5                | 3.47                   | 0.9         | 2.05                       | 2.3           | 5.60                         |
| 4  | "The Fury of Firestorm"          | 27 de outubro de 2015   | 1.4/4                | 3.43                   | 0.9         | 2.04                       | 2.3           | 5.46                         |
| 5  | "The Darkness and the Light"     | 3 de novembro de 2015   | 1.5/5                | 3.87                   | 0.8         | 1.68                       | 2.3           | 5.55                         |
| 6  | "Enter Zoom"                     | 10 de novembro de 2015  | 1.5/5                | 3.63                   | 0.9         | 2.05                       | 2.4           | 5.68                         |
| 7  | "Gorilla Warfare"                | 17 de novembro de 2015  | 1.4/4                | 3.46                   | 0.8         | 1.92                       | 2.2           | 5.38                         |
| 8  | "Legends of Today"               | 1 de dezembro de 2015   | 1.4/5                | 3.94                   | 0.9         | 2.12                       | 2.3           | 6.07                         |
| 9  | "Running to Stand Still"         | 8 de dezembro de 2015   | 1.3/4                | 3.55                   | 0.9         | 2.01                       | 2.2           | 5.56                         |
| 10 | "Potential Energy"               | 19 de janeiro de 2016   | 1.3/4                | 3.41                   | 1.0         | 2.06                       | 2.3           | 5.48                         |
| 11 | "The Reverse-Flash Returns"      | 26 de janeiro de 2016   | 1.4/5                | 3.71                   | 1.0         | 2.02                       | 2.4           | 5.73                         |
| 12 | "Fast Lane"                      | 2 de fevereiro de 2016  | 1.4/5                | 3.66                   | 0.8         | 1.86                       | 2.2           | 5.53                         |
| 13 | "Welcome to Earth-2"             | 9 de fevereiro de 2016  | 1.6/5                | 3.96                   | 0.9         | 2.02                       | 2.5           | 5.98                         |
| 14 | "Escape from Earth-2"            | 16 de fevereiro de 2016 | 1.5/5                | 3.90                   | 0.8         | 1.77                       | 2.3           | 5.67                         |
| 15 | "King Shark"                     | 23de fevereiro de 2016  | 1.4/5                | 3.80                   | 0.9         | 1.96                       | 2.3           | 5.77                         |
| 16 | "Trajectory"                     | 22 de março de 2016     | 1.1/4                | 3.00                   | 0.9         | 1.96                       | 2.0           | 4.96                         |
| 17 | "Flash Back"                     | 29 de março de 2016     | 1.3/5                | 3.39                   | 0.9         | 1.92                       | 2.2           | 5.31                         |
| 18 | "Versus Zoom"                    | 19 de abril de 2016     | 1.2/4                | 3.03                   | 0.8         | 2.03                       | 2.0           | 5.07                         |
| 19 | "Back to Normal"                 | 26 de abril de 2016     | 1.3/5                | 3.39                   | 0.8         | 1.86                       | 2.1           | 5.26                         |
| 20 | "Rupture"                        | 3 de maio de 2016       | 1.3/5                | 3.34                   | 0.8         | 1.92                       | 2.1           | 5.25                         |
| 21 | "The Runaway Dinosaur"           | 10 de maio de 2016      | 1.3/5                | 3.52                   | 0.8         | 1.82                       | 2.1           | 5.34                         |
| 22 | "Invincible"                     | 17 de maio de 2016      | 1.3/5                | 3.37                   | 0.9         | 2.08                       | 2.2           | 5.45                         |
| 23 | "The Race of His Life"           | 24 de maio de 2016      | 1.3/5                | 3.35                   | 0.6         | 1.49                       | 1.9           | 4.85                         |

### Resposta Crítica
A avaliação do site Rotten Tomatoes deu para a temporada um índice de 94% de aprovação dos críticos e com uma classificação média de 7,84/10 baseado em baseado em 24 comentários. O consenso do site disse: "Com visuais distintos e um elenco incrível, The Flash continua sendo um dos programas de quadrinhos mais fortes da televisão." O Metacritic, que usa uma média ponderada, atribuiu uma pontuação de 81/100 com base em comentários de 4 críticos, indicando "aclamação universal".
Resenhando para o Collider, Dave Trumbore deu à estreia da temporada uma classificação de 4 estrelas de 5, dizendo: "Em suma, uma ótima maneira de começar a segunda temporada após o forte período da primeira temporada." Mike Cecchini do Den do Geek! enquanto isso, avaliou o episódio com 3,5 estrelas de 5, criticando a natureza "instável" e "apressada" do episódio. Ele sentiu que o episódio "parece tão focado em dar início a esta temporada que não dá [...] tempo para que os eventos respirem". Erik Kain, da Forbes, notou que falta uma "peça muito grande" na ausência de Harrison Wells, mas sentiu que o episódio foi "um excelente começo para a segunda temporada do melhor show de super-heróis da The CW."Embora a saída abrupta de Henry Allen fosse um ponto comum de crítica entre os críticos, Trumbore, no entanto, sentiu que foi "um pequeno preço a pagar por um episódio coeso, divertido e emocionalmente satisfatório".
O episódio "Welcome to Earth-2" recebeu uma série de críticas positivas. Erik Kain disse que era "The Flash no seu melhor. Um episódio envolvente, engraçado e assustador que atinge todas as notas certas do início ao fim." Jesse Schedeen do IGN avaliou-o com 9,7 de 10, elogiando o conceito de Terra -2, os momentos dramáticos de Barry, a representação de Morte Nuclear, Nevasca e revibro, mas criticou a necessidade de matar Reverb tão cedo. Ele concluiu, "The Flash entregou um de seus melhores episódios até então, enquanto Barry e seus amigos faziam uma viagem hilária, mas emocionante para a Terra-2." Angelica Jade Bastién do Vulture disse que o episódio "casa sequências de ação incríveis, direção incrível de Millicent Shelton, algumas das melhores atuações do elenco (principalmente de Candice Patton e Grant Gustin), muito coração e o número certo de acenos para os quadrinhos. É sem dúvida o melhor episódio da temporada, e só pode ser o melhor episódio de The Flash ainda." Dave Trumbore avaliou o episódio com 4 estrelas de 5, dizendo:" Este foi um episódio absolutamente insano de The Flash, e isso diz algo, já que este show é normalmente acelerado e cheio de easter eggs mesmo em uma semana relativamente lenta." Jonathon Dornbush da Entertainment Weekly elogiou a cena em que Barry fala com a mãe de seu doppelgänger da Terra-2 por telefone, dizendo que Gustin" provou ser muito hábil em lidar com a dor, esperança e muitas outras emoções de Barry rodando um rodada em relação à sua mãe e sua morte." Scott Von Doviak do The A.V. Club disse: "Desde que voltou do hiato, The Flash tem estado lento e taciturno, e o arco do Zoom fracassou. 'Welcome to Earth-2' dá um salto inicial tanto no enredo quanto na temporada como um todo [... e] é tão bom quanto The Flash pode ser."
Revendo o final da temporada, Allison Keene do Collider fez um elogio específico ao desempenho de Gustin, dizendo "Às vezes, um grande ator de TV pode sair de um episódio já fantástico, mas ocasionalmente um ator pode se elevar acima do material, provando que mesmo que os escritores tenham permitido para baixo, o ator vai aproveitar ao máximo o que eles receberam. É exatamente onde nos encontramos com o final arrepiante de The Flash, que encerrou uma segunda temporada bastante agradável, mas, em última análise, irregular. O que nunca esteve dúvida, no entanto, é a capacidade da estrela Grant Gustin de convencer os telespectadores de que tudo isso faz sentido de uma forma emocional, séria e, muitas vezes, despreocupada." Em sua crítica para Nerdist, Joseph McCabe concluiu: "Por todos os defeitos desta temporada , a maioria dos quais veio da repetição do arco do vilão principal da primeira temporada, [...] houve momentos no último punhado de episódios em que Barry demonstrou pensamento mais independente do que o programa geralmente permite. om suas próprias ideias, por exemplo, para derrotar o vilão da semana, em vez de confiar em seus amigos dos laboratórios S.T.A.R.. Esse é o Barry que eu quero ver mais na terceira temporada.
Vários críticos sentiram que a temporada como um todo sofreu com os padrões estabelecidos por seu antecessor, chamando-a de "desigual" e criticando o manejo do principal vilão da temporada. Kayti Burt, do Collider, deu à temporada 3 estrelas de 5, dizendo: "The Flash terminou uma temporada desigual com um final desigual que não conseguiu superar o fardo de um vilão subdesenvolvido e ilógico. Com o Zoom, o Flash foi vítima de um comum erro dramático de uma era da TV contemporânea: priorizou a reviravolta na história sobre o arco de personagem bem desenvolvido." Jeff Jensen, da Entertainment Weekly, deu à temporada uma nota" B- ", chamando-a de" comprovadamente favelada "e disse que A introdução "ousada" do multiverso não atendeu às suas expectativas. Jensen elogiou o relacionamento de Barry na tela com Joe, mas sentiu que foi subutilizado devido à introdução do filho biológico de Joe, Wally, e criticou a fixação romântica de Barry por Iris. Ele também criticou Zoom, dizendo: "Ele começou como um mistério sedutor, mas perdeu energia com o tempo" e, uma vez que sua identidade foi revelada, "tornou-se uma fraca personificação da vilania genérica". Jesse Schedeen deu a toda a temporada uma classificação de 8,6 em 10, explicando: "Esta temporada alcançou e ocasionalmente excedeu as alturas de sua antecessora. Mas também foi uma experiência mais irregular e, em última análise, mais falha no final."

### Prêmios e Indicações
The Flash foi incluído em várias listas de Melhores / Principais programas de TV de 2015, classificado no The Salt Lake Tribune's (4º), Omaha World-Herald (7º) e IndieWire (10º), bem como em listas não classificadas da Criticwire e Variety. Em sua segunda temporada, The Flash foi indicado a 20 prêmios, ganhando cinco. A série foi indicada para três Saturn Awards, vencendo a Melhor Série de Televisão de Adaptação de Super-Herói pelo segundo ano consecutivo. O show também foi nomeado para três Leo Awards, vencendo novamente como Melhores Efeitos Visuais em uma Série Dramática pelo episódio "Gorilla Warfare". No Teen Choice Awards de 2016, o show ganhou seis indicações, com Gustin vencendo em Choice TV Actor: Fantasy / Sci-Fi.
| Ano  | Prêmio                    | Categoria                                            | Nomeado(s)                                                                                          | Resultado | Ref.            |
| ---- | ------------------------- | ---------------------------------------------------- | --------------------------------------------------------------------------------------------------- | --------- | --------------- |
| 2016 | Kids' Choice Awards       | Favorite Family TV Show                              | The Flash                                                                                           | Indicado  | [ 168 ]         |
| 2016 | Kids' Choice Awards       | Favorite Male TV Star – Family Show                  | Grant Gustin                                                                                        | Indicado  | [ 168 ]         |
| 2016 | Leo Awards                | Best Direction in a Dramatic Series                  | J. J. Makaro ("Enter Zoom")                                                                         | Indicado  | [ 169 ] [ 166 ] |
| 2016 | Leo Awards                | Best Visual Effects in a Dramatic Series             | Pelo episódio "Gorilla Warfare"                                                                     | Venceu    | [ 169 ]         |
| 2016 | Leo Awards                | Best Stunt Coordination in a Dramatic Series         | J. J. Makaro, Jon Kralt ("Legends of Today")                                                        | Indicado  | [ 169 ]         |
| 2016 | Teen Choice Awards        | Choice TV Show: Fantasy/Sci-Fi                       | The Flash                                                                                           | Indicado  | [ 167 ] [ 170 ] |
| 2016 | Teen Choice Awards        | Choice TV Actor: Fantasy/Sci-Fi                      | Grant Gustin                                                                                        | Venceu    | [ 167 ]         |
| 2016 | Teen Choice Awards        | Choice TV: Chemistry                                 | Candice Patton e Grant Gustin                                                                       | Indicado  | [ 167 ]         |
| 2016 | Teen Choice Awards        | Choice TV: Liplock                                   | Candice Patton e Grant Gustin                                                                       | Indicado  | [ 167 ]         |
| 2016 | Teen Choice Awards        | Choice TV Actress: Fantasy/Sci-Fi                    | Danielle Panabaker                                                                                  | Indicado  | [ 167 ]         |
| 2016 | Teen Choice Awards        | Choice TV: Villain                                   | Teddy Sears                                                                                         | Indicado  | [ 167 ]         |
| 2016 | Saturn Awards             | Best Superhero Adaption Television Series            | The Flash                                                                                           | Venceu    | [ 165 ]         |
| 2016 | Saturn Awards             | Best Actor on Television                             | Grant Gustin                                                                                        | Indicado  | [ 165 ]         |
| 2016 | Saturn Awards             | Best Guest Star on Television                        | Victor Garber                                                                                       | Indicado  | [ 165 ]         |
| 2016 | IGN Awards                | Best Comic Book TV Series                            | The Flash                                                                                           | Indicado  | [ 171 ]         |
| 2016 | IGN Awards                | Best TV Hero                                         | Grant Gustin                                                                                        | Indicado  | [ 172 ]         |
| 2016 | IGN Awards                | Best TV Villain                                      | Tom Cavanagh                                                                                        | Indicado  | [ 173 ]         |
| 2016 | IGN People's Choice Award | Best TV Hero                                         | Grant Gustin                                                                                        | Venceu    | [ 172 ]         |
| 2016 | Poppy Awards              | Best Supporting Actor, Drama                         | Jesse L. Martin                                                                                     | Indicado  | [ 174 ]         |
| 2016 | The Joey Awards           | Young Actor in a TV Series Featured Role 11–16 Years | Octavian Kaul                                                                                       | Venceu    | [ 175 ]         |
| 2017 | Leo Awards                | Best Visual Effects in a Dramatic Series             | Armen V. Kevorkian, James Baldanzi, Thomas Connors, Gevork Babityan, e Marc Lougee por "King Shark" | Venceu    | [ 176 ]         |

### Referênciais gerais
- «The Flash episodes». TV Guide. Consultado em 6 de março de 2017
- «Shows A-Z – The Flash on CW». The Futon Critic. Consultado em 6 de março de 2017